# Semecarpus anacardium
El anacardo asiático (Semecarpus anacardium) (en hindi: भिलावा, en sánscrito: अग्निमुख) es una planta nativa de la India, propia de la región que abarca desde los Himalayas exteriores hasta la Costa de Coromandel. Posee varias similitudes con la nuéz de cajú.

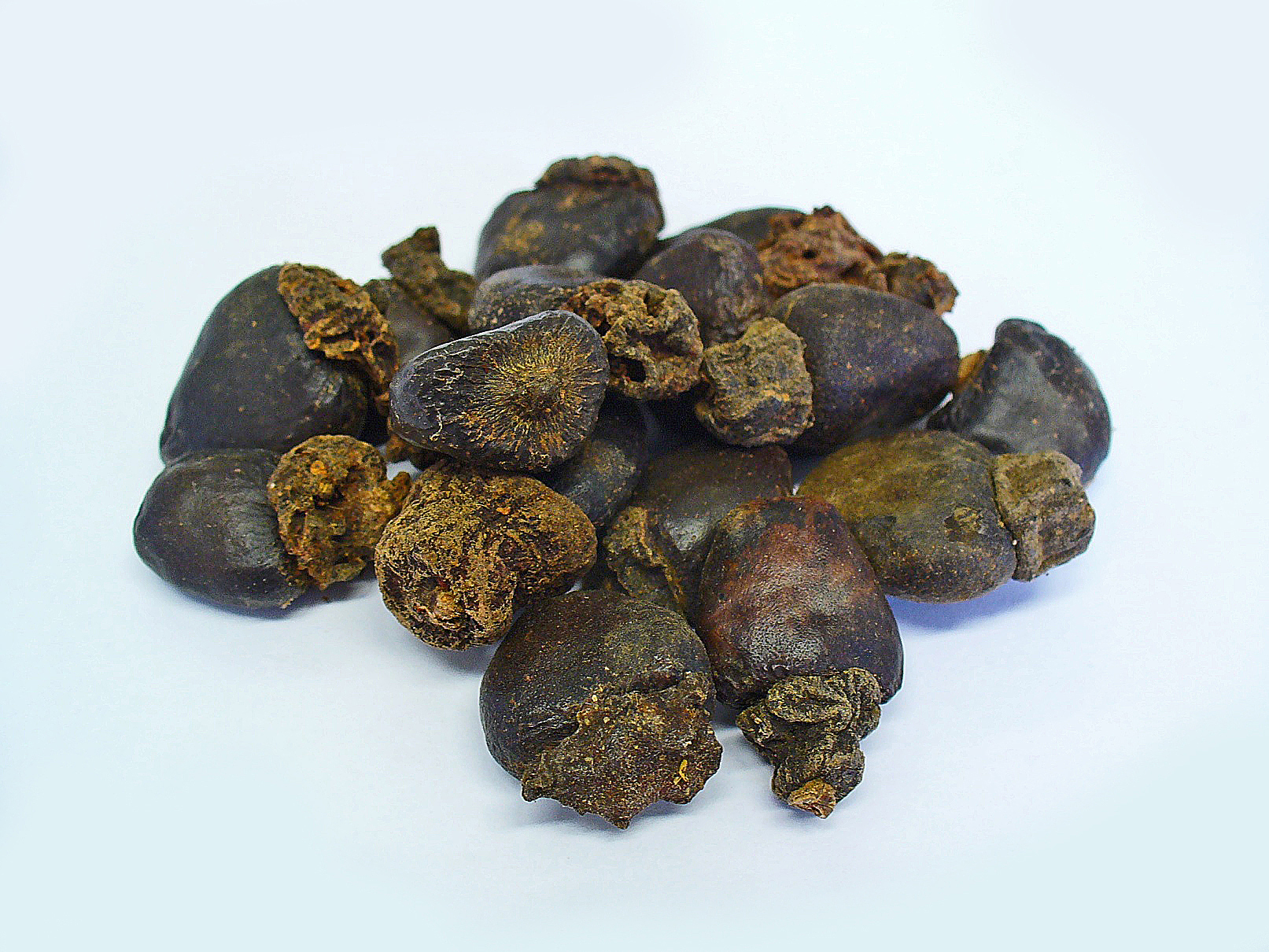
Nueces de S. anacardium.

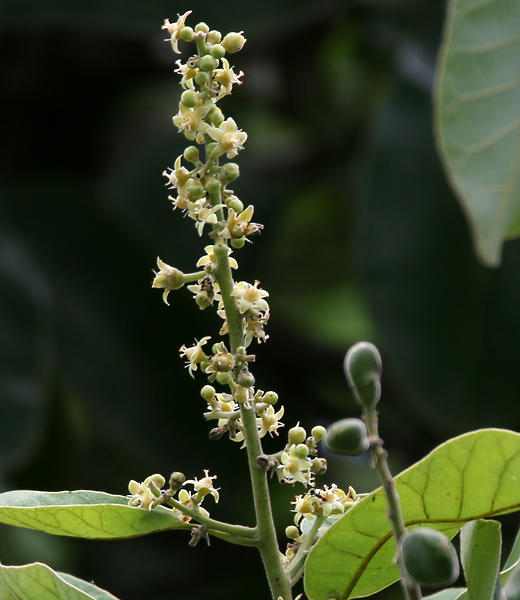
Inflorescencia

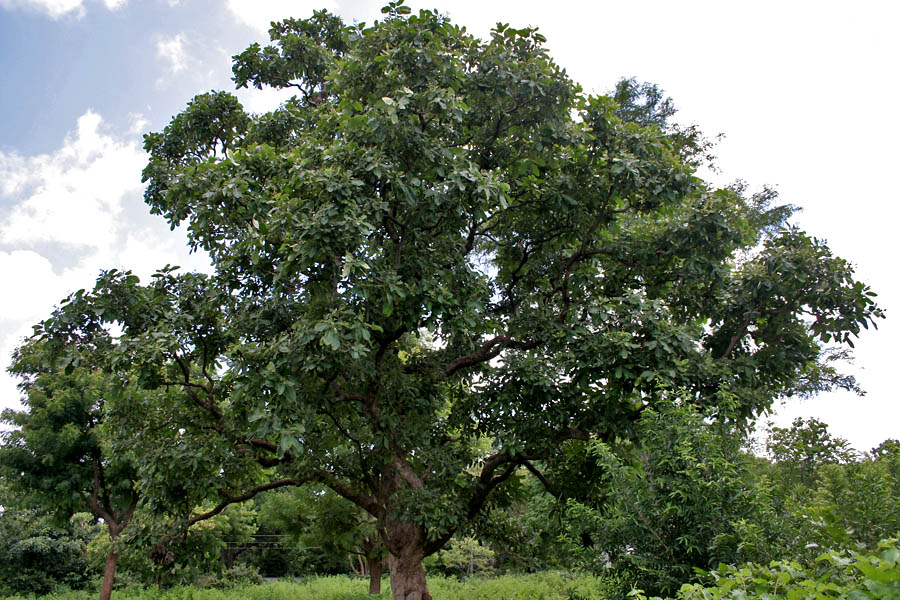
Vista del árbol

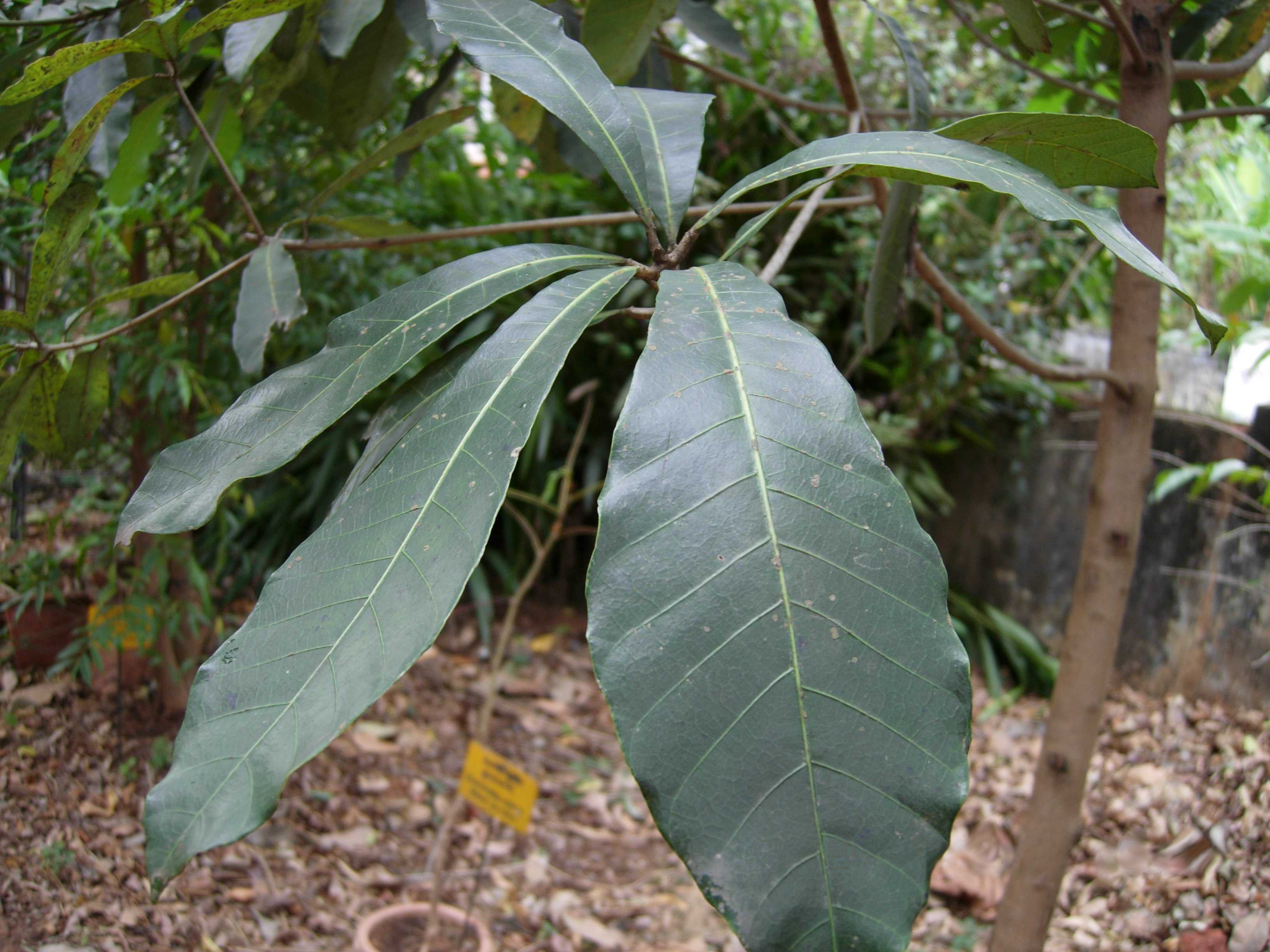
Hojas

## Etimología
En la India es denominada bhallatak (en hindi: भल्लातक) y los europeos la llamaban la "nuéz de marcar", ya que era usada por los lavadores de telas para marcar los textiles y ropas antes de lavarlas, ya que deja en la tela una marca que es insoluble en agua. Es denominada ker beeja en Kannada y bibba en Marathi.

## Características de la planta
Es un árbol caducifolio. La nuéz es de forma ovoide y lustrosa, mide unos 25 mm de largo, y es de color negro. En Ayurveda, la fruta es considerada con propiedades rasayana asociadas a la longevidad y rejuvenecimiento, y debe ser procesada antes de utilizarla a causa de su toxicidad.

## Usos
Varias partes de estas plantas son utilizadas con frecuencia en el sistema de medicina Ayurveda para el tratamiento de diversas dolencias, especialmente del tracto alimentario y ciertas condiciones de la piel. Existen informes que indican un impacto significativo sobre enfermedades relacionadas con el corazón, presión sanguínea, respiración, cáncer y desórdenes neurológicos

## Toxicidad

### Signos y síntomas

#### Aplicaciones externas
El jugo causa irritación de la piel, ampollas dolorosas, erupción con escozor y eczomatosa de la piel aledaña, que es similar a un raspón. Posteriormente se pueden producir úlceras producto de la lesión.

#### Ingestión
En dosis grandes, produce ampollas en la garganta e irritación gatrointestinal severa, disnea, taquicardia, hipotensión, cianosis, areflexia, delirio, coma y la muerte.

## Dosis fatal
La dosis fatal es de 5 a 10 gramos.

## Período fatal
El período fatal es de 12 a 24 horas.

## Taxonomía
El género fue descrito por Carolus Linnaeus el Joven y publicado en Suppl. Pl. 182 1782.
Sinonimia
- Anacardium latifolium Lam.
- Anacardium longifolium Lam.
- Anacardium officinale Pritz.
- Anacardium officinarum Gaertn.
- Anacardium orientale Steud.
- Anacardium solitarium Stokes
- Cassuvium anacardium Kuntze
- Cassuvium longifolium Kuntze[6]